# Vakcína Janssen proti covidu-19
Vakcína Janssen proti covidu-19 (též vakcína Johnson & Johnson, COVID-19 Vaccine Janssen, Ad26.CoV2.S nebo JNJ-784367305) je jednodávkovou vakcínou proti covidu-19 založenou na rekombinantním adenoviru (tedy virovou vektorovou vakcínu), vyvinutou společností Janssen Vaccines v Leidenu (součást belgické Janssen Pharmaceutica N.V., patřící společnosti Johnson & Johnson). V únoru 2021 byla vakcína schválena pro nouzové použití v USA a 11. března byla podmínečně registrována v Evropské unii. Tato vakcína je založená na podobné technologii jako Sputnik V a vakcína od AstraZenecy, využitím lidského adenoviru se více podobá Sputniku V.
Podle prozatímních výsledků 3. testovací fáze klinického hodnocení po 28 dnech od podání vakcíny má tato 66 % účinnost před středně těžkým až těžkým průběhem nemoci covid-19, když je pozorován velký regionální rozdíl (72 % v USA, 66 % v Latinské Americe, 57 % v Jihoafrické republice). Účinnost před těžkým průběhem je pozorována na úrovni 85 %,  proti úmrtí 100 %.
Dne 11. března 2021 byla vakcína schválena pro podmínečné použití v Evropské unii a tedy i v České republice. K 31. srpnu 2021 bylo vyrobeno přes 95 milionů dávek této vakcíny.

## Fungování
Principem je vybudit tělo k vytvoření protilátek proti bílkovinám povrchových útvarů viru (spikes, proto spike protein, S protein) a vytrénování (zabijáckých) T-lymfocytů imunitního systému proti buňkám infikovaným virem SARS-CoV-2. Jakmile očkovaná osoba přijde do styku se SARS-CoV-2, imunitní systém tento virus rozpozná a zaútočí na něj protilátkami a imunitními buňkami.
Vakcína je stabilní po dobu dvou let při skladování za teplot –20 °C a minimálně 3 měsíce při teplotách 2–8 °C. Tedy je kompatibilní se standardním distribučním řetězcem pro vakcíny. Plán pro rok 2021 je vyrobit nejméně miliardu dávek, společnost však zaostává za původním plánem výroby. Podle informací nakrátko zveřejněných belgickou političkou (a poté smazaných) má Evropská unie jednu dávku vakcíny nakupovat za 8 amerických dolarů.

## Účinnost
Účinnost vakcíny je ověřována v rámci klinické studie, do které je zařazeno asi 44 tisíc osob. Studie probíhá v Latinské Americe, Jihoafrické republice a Spojených státech amerických, tedy i ve státech, kde se aktuálně šiří varianty B.1.351 a P.1. Podle prozatímních výsledků studie po 28 dnech od podání vakcíny má tato 66 % účinnost před středně těžkým až těžkým průběhem nemoci covid-19, když je pozorován velký regionální rozdíl (72 % v USA, 66 % v Latinské Americe, 57 % v Jihoafrické republice). Účinnost před těžkým průběhem je pozorována na úrovni 85 %.
V současné době není známo, jak dlouho ochrana poskytovaná vakcínou potrvá ani její účinky na asymptomatické (bezpříznakové) případy. Třetí fáze klinické studie věnující se dlouhodobým účinkům (i vedlejším příznakům) bude pokračovat ještě několik let.
Klinické studie vakcíny začaly v červnu 2020, a to Phase III zahrnující nakonec 43 000 osob. 29. ledna 2021, společnost Janssen oznámila, že 28 dní po dokončení očkování má vakcína v jednodávkovém schématu 66% účinnost proti symptomatickému průběhu onemocnění covid-19, dále 85% účinnost v prevenci závažného průběhu covid-19  a 100% účinnost jako prevence hospitalizace či smrti způsobené touto chorobou.
Podle studie z USA počáteční účinnost vakcíny 86 % klesá na pouhých 13 % po půl roce od očkování.

## Složení
Léčivou látkou je vakcína proti onemocnění covid-19. Dalšími složkami jsou:
- 2-hydroxypropyl-β-cyclodextrin (HBCD)
- kyselina citronová - monohydrát
- ethanol
- kyselina chlorovodíková
- polysorbát 80
- chlorid sodný
- hydroxid sodný
- dihydrát citronanu sodného
- voda pro injekci[16]

## Kritika
Úřad pro kontrolu potravin a léčiv (FDA) zjistil, že továrna v Baltimoru, kde se vyráběla vakcína Johnson & Johnson, „není udržována v čistém a hygienickém stavu. Zaměstnanci neskladovali složky produktu, nádoby a uzávěry způsobem, jenž by zabránil jejich kontaminaci.“

## Historie
Práce na vakcině byly zahájeny v lednu 2020. V březnu 2020 firma Johnson & Johnson obdržela od vlády Spojených států 456 milionů dolarů na pomoc při vývoji a výrobě vakcíny.
V červenci 2020 začala první a druhá fáze testování. Na rozdíl od ostatních vakcín se klinická studie zaměřovala na podávání pouze jedné dávky. V srpnu 2020 federální vláda USA souhlasila, že zaplatí společnosti Johnson & Johnson 1 miliardu dolarů za 100 milionů dávek v případě, že dojde ke schválení vakcíny. V září 2020 firma Johnson & Johnson zahájila v USA zkušební fázi 3 – dvojitě zaslepenou, randomizovanou, placebem kontrolovanou klinickou studii pro hodnocení bezpečnosti a efektivity podávání jednodávkové vakcíny mezi 60 tisíci osobami staršími osmnácti let se zaměřením na věkovou skupinu starších 60 let.
8. října 2020 byla uzavřena dohoda s Evropskou unií na dodání 200 milionů dávek, 12.–23. října došlo k pozastavení studie fáze 3 z důvodu vyšetřování nežádoucí reakce u dobrovolníka. 16. listopadu 2020 byla ve Velké Británii spuštěna druhá studie fáze 3 – klinické hodnocení dvoudávkového očkovacího schématu kandidátní vakcíny.
7. prosince 2020 společnost oznámila, že její fáze 3 je plně zaregistrována a má kolem 45 000 účastníků.
9. března 2021 firma ohlásila výrobní potíže a s tím pravděpodobné krácení dodávek vakcín do EU (původně 55 milionů ve 2. čtvrtletí 2021). Dne 11. března 2021 byla vakcina schválena pro podmínečné použití v Evropské unii.